# Dacnusa gangtokensis
Dacnusa gangtokensis är en stekelart som beskrevs av Katiyar och Sharma 1988. Dacnusa gangtokensis ingår i släktet Dacnusa och familjen bracksteklar. Inga underarter finns listade i Catalogue of Life.